# 富士自動車・ガスデンミニバン
ガスデンミニバンは、日本の自動車関連企業・富士自動車（現：小松製作所）が1961年（昭和36年）の全日本自動車ショウに発表し、市販化を目指したが実現しなかった試作車である。2ドアのワンボックスボディーに横開きのバックドアを持つライトバンである。

## 概要
富士自動車は、在日米軍の軍用車両の修理・解体・再生や、オートバイ用エンジンの製造を行なっていた企業で、「スバル」ブランドで知られる富士重工業（現・SUBARU）、およびその前身企業・系列企業各社とは無関係な存在である。1953年（昭和28年）に「ガスデン」ブランドで知られる名門エンジンメーカーの東京瓦斯電気工業を合併し、2輪車向けアッセンブリー用途や可搬動力用の小型汎用エンジン業界で少なからぬシェアを占めていた。
当時の富士自動車社長の山本惣治は日産自動車の元幹部で、自動車生産に進出する意欲を強く持ち、自動車デザイナー・エンジニアの富谷龍一を起用して125 ccのFRPモノコックボディのキャビンスクーター、フジキャビンを生産したこともあるが、生産性や商品性に問題が多かったことは否めず、充分な量産体制を確立できないままに終わった。またこの頃、米軍修理車両の激減による追浜工場の人員整理が発表され、これを不満とする大規模な労働争議が発生、社内が混乱した。
山本惣治はそれでも自動車製造を諦めず、商用4輪車の開発を進めさせた。結果、1961年（昭和36年）の全日本自動車ショウに発表したのが「ガスデンミニバン」(型式名EM36)である。
特筆すべきは、現代でも通用しそうな卵型のスタイルである。デザインは著名な工業デザイナー・柳宗理が主宰する「柳工業デザイン研究会」に委嘱され、柳が得意とする曲面基調を全面に活かした、強烈な個性を発揮した。
一方、メカニズム的には運転席下に「ガスデン」技術陣が新開発した水平シリンダーの2ストローク・356 cc・17馬力エンジンを搭載した後輪駆動で、サスペンションは4輪リーフスプリングの固定車軸式と、フジキャビンの失敗に懲りてか、シャーシレイアウトは守旧的な設計であった。ただし、先行していた軽キャブオーバー型車のくろがね・ベビーとスバル・サンバーはいずれもリアエンジン方式であり、フロントエンジンのキャブオーバー軽商用車自体は日本初であった。
なおエンジンにはロータリーバルブ方式を採用していたが、同年から同型ガスデンエンジンの社外供給を受けるようになった軽貨物車メーカーのホープ自動車は、バルブの早期磨耗やクランクシャフト焼きつきなどのエンジントラブルに見舞われ、社業を大きく傾けた。明らかな欠陥エンジンで、ガスデンミニバンが市販されていたとすれば、同様な問題が起きた可能性は高い。
しかし、労働争議に疲弊し、主力の追浜工場を日産自動車に売却していた当時の富士自動車にはこれを生産する余力はなく、発表直後の1962年（昭和37年）に社長の山本惣治が急逝したこともあり、ミニバンの生産化は実現しなかった。
富士自動車自体は小松製作所（コマツ）と業務提携し、1973年（昭和48年）にゼノア、1979年（昭和54年）小松ゼノア（現：ハスクバーナ・ゼノア）と社名を変更、現在はコマツユーティリティとして、2002年（平成14年）から小松製作所の完全子会社となっている。